# Horváth János (katonatiszt)
Horváth János (Zavar, 1815. szeptember 11. – Budapest, 1875. október 27.) honvédezredes.

## Életpályája
Jogi tanulmányai után 1832-ben belépett a császári hadseregbe. 1848 tavaszán századosi rangban szolgált az akkor Morvaországban állomásozó 9. (Miklós) huszárezredben. Júliusban ezredét Magyarországra vezényelték, majd beosztották a Dráva vonalán álló magyar sereghez. Horváth János részt vett a pákozdi, majd a schwechati csatában. December közepén őrnaggyá léptették elő. December 30-án ő vezette azt a különítményt, amelyet Görgei Artúr küldött Mór irányába, hogy vegye fel a kapcsolatot Perczel Mór hadtestével. Az aznapi móri ütközetben szuronydöfést kapott és rövid időre harcképtelenné vált. Amikor ismét felvette a szolgálatot 1849. február 2-án, alezredessé léptették elő. A kápolnai csatában mint a VII. hadtest egyik dandárparancsnoka vett részt. Ebben a beosztásában harcolt a hatvani és a nagysallói ütközetben, majd április 21-étől egy a Vág mentén működő, ezerhatszáz fős különítmény parancsnoka lett. Július 10-én visszakerült a VII. hadtesthez és ezredesi rangban átvette a 4. (Sándor) huszárezred parancsnokságát. A világosi fegyverletétel után előbb halálra, majd tizennyolc év várfogságra ítélték.
1855-ben kegyelmet kapott. 1867-ben a pesti honvédegylet elnöke lett. 1869-ben ezredesi rangban alkalmazták a magyar királyi honvédségben.